# Alticorpus
Alticorpus és un gènere de peixos de la família dels cíclids i de l'ordre dels perciformes endèmic del llac Malawi (Àfrica oriental).

## Taxonomia
- Alticorpus geoffreyi (Snoeks & Walapa, 2004)[3]
- Alticorpus macrocleithrum (Stauffer & McKaye, 1985)[4]
- Alticorpus mentale (Stauffer & McKaye, 1988)[5]
- Alticorpus pectinatum (Stauffer & McKaye, 1988)[5]
- Alticorpus peterdaviesi (Burgess & Axelrod, 1973)[6]
- Alticorpus profundicola (Stauffer & McKaye, 1988)[5][7][8][9]